# 鹤顶山
鹤顶山位于中国浙江省苍南县矾山镇与马站镇交界处，海拔989.5米高，為蒼南第一高峰。

## 特点
東南面靠海邊的山脊上，於1995年建設了一排28架風車狀的風力發電機組，平均一年可發電3000萬千瓦時，並輸送入國家電網。山上近三分之一的時間被大霧籠罩，植物物种多，當中尤以杜鵑花聞名，而且野生动物丰富，是遊人登高遠足的去處。